# Pat Ast
Pat Ast, pseudonimo di Patricia Ann Ast (Brooklyn, 21 ottobre 1941 – West Hollywood, 2 ottobre 2001), è stata un'attrice e modella statunitense.
Era nota per aver recitato nei film prodotti da Andy Warhol ed essere stata una modella e musa ispiratrice di Halston negli anni 1970.

## Biografia
Patricia Ann Ast nacque il 21 ottobre 1941 a Brooklyn, da genitori ebrei, Irwin e Rose (Ludwig) Ast.
La Ast fece il suo debutto sullo schermo dopo aver incontrato il regista John Schlesinger, che la scelse come ospite all'interno di una festa nel suo film Un uomo da marciapiede (1969). In quel periodo, Ast attirò l'attenzione dello stilista Halston, che le diede un lavoro nella sua boutique, come modella xxl, dato ce pesava oltre 95 kg. All'inizio degli anni '70, con Pat Cleveland, Connie Cook, Alva Chinn, Anjelica Huston, Karen Bjornson ed altre, divenne una delle modelle preferite di Halston, soprannominate "Halstonette". Successivamente lavorò con Andy Warhol, che le assegnò il ruolo della padrona di casa Lydia nel film Calore (1972), al fianco di Joe Dallesandro.
Nel 1975, Ast si trasferì a Hollywood per intraprendere la carriera di attrice. È apparsa in film come La volpe e la duchessa (1976), Gioco sleale (1978), The Incredible Shrinking Woman (1981) e Scuola di buone maniere (1986).
Affetta da diabete, le condizioni di Ast peggiorarono nell'ultimo decennio della sua vita, provocandole l'amputazione di alcune dita dei piedi.
Ast morì il 2 ottobre 2001 nella sua casa di West Hollywood in California. La sua morte avvenne tre settimane dopo quella dell'amica di lunga data Berry Berenson, uccisa negli attentati dell'11 settembre 2001. I vicini della Ast notarono che i giornali si stavano ammucchiando fuori dalla sua porta e che non era uscita a spasso con i cani da alcuni giorni. Preoccupati, chiamarono un suo amico, che la trovò morta sul letto. È stato riferito che era morta per cause naturali.
A causa di conflitti di programmazione tra i partecipanti, si sono svolte due cerimonie commemorative. Tra i presenti: Richard Benjamin, Paula Prentiss, Bud Cort e Paul Reubens. La Ast è stata sepolta nel Mount Sinai Memorial Park Cemetery a Hollywood Hills.

## Filmografia
- Un uomo da marciapiede (Midnight Cowboy), regia di John Schlesinger (1969)
- Piccioni (The Sidelong Glances of a Pigeon Kicker), regia di John Dexter (1970)
- Possession, regia di Waris Hussein (1972)
- Calore (Heat), regia di Paul Morrissey (1972)
- La volpe e la duchessa, regia di Melvin Frank (1976)
- Six Characters in Search of an Author, regia di Stacy Keach (1976)
- Mary Jane Harper ha pianto la scorsa notte, regia di Allen Reisner (1977)
- Which Way Is Up?, regia di Michael Schultz (1977)
- Il più grande amatore del mondo, regia di Gene Wilder
- Gioco sleale, regia di Colin Higgins (1978)
- The Users, regia di Joseph Hardy (1978)
- Amateur Night at the Dixie Bar and Grill, regia di Joel Schumacher (1979)
- The Incredible Shrinking Woman, regia di Joel Schumacher (1981)
- America, America, regia di Alfred Sole (1982)
- Club Life, regia di Norman Thaddeus Vane (1986)
- Slow Burn, regia di Joel Schumacher (1986)
- Scuola di buone maniere, regia di Tom de Simone (1986)
- Homer & Eddie, regia di Andrej Končalovskij (1989)
- Ted e Venus, regia di Bud Cort (1991)
- Loving Lulu, regia di Howard Wexler (1992)